# Lasioglossum albitarsatum
Lasioglossum albitarsatum là một loài Hymenoptera trong họ Halictidae. Loài này được Ashmead mô tả khoa học năm 1896.